# آنلی آفیس
آنلی‌آفیس (OnlyOffice) (TeamLab سابق)، با نام ONLYOFFICE، یک مجموعهٔ نرم‌افزاری آزاد است که توسط Ascensio System SIA، یک شرکت مستقر در ریگا، لتونی، توسعه یافته است. دارای ویرایشگرهای آنلاین اسناد، پلت فرم برای مدیریت اسناد، ارتباطات شرکتی، ایمیل و ابزارهای مدیریت پروژه است.
OnlyOffice یا به عنوان SaaS یا به عنوان یک نصب برای استقرار در یک شبکه خصوصی ارائه می‌شود. دسترسی به سیستم از طریق یک پورتال آنلاین خصوصی فراهم می‌شود.

## تاریخ
- در سال ۲۰۰۹، گروهی از توسعه دهندگان نرم‌افزار به سرپرستی Lev Bannov، پروژه ای به نام TeamLab را راه اندازی کردند، پلت فرمی برای همکاری تیم داخلی که شامل چندین ویژگی محاسباتی اجتماعی (مانند وبلاگ، انجمن، ویکی، نشانک‌ها) بود.[۲]
- در مارس ۲۰۱۲، TeamLab اولین ویرایشگرهای سند مبتنی بر HTML5 را در CeBIT معرفی کرد.[۳]
- در ژوئیه ۲۰۱۴، Teamlab Office رسماً به OnlyOffice تغییر نام داد و کد منبع محصول در SourceForge و GitHub با شرایط فقط AGPL-3.0 منتشر شد.[۴]
- در مارس ۲۰۱۶، توسعه دهندگان OnlyOffice یک برنامه دسکتاپ به نام OnlyOffice Desktop Editors را منتشر کردند که به عنوان یک جایگزین منبع باز برای Microsoft Office قرار می‌گیرد.[۵]
- در فوریه ۲۰۱۷، برنامه ادغام با ownCloud/Nextcloud راه اندازی شد.[۶]
- در فوریه ۲۰۱۸، ویرایشگرهای دسکتاپ OnlyOffice به عنوان یک بسته فوری در دسترس قرار گرفت.[۷]
- در ژانویه ۲۰۱۹، OnlyOffice از انتشار قابلیت رمزگذاری سرتاسر خبر داد.[۸]
- در اوت ۲۰۱۹، Document Builder در GitHub تحت مجوز فقط AGPL-3.0 منتشر شد.[۹]
- در نوامبر ۲۰۱۹، OnlyOffice وارد AWS Marketplace می‌شود.[۱۰]
- در ژانویه ۲۰۲۰، OnlyOffice دایرکتوری برنامه را راه اندازی کرد.[۱۱]
- در سپتامبر ۲۰۲۰، OnlyOffice سبد محصولات خود را تغییر نام داد و OnlyOffice Workspace, OnlyOffice Docs و OnlyOffice Groups را معرفی کرد. همچنین Groups (پلتفرم همکاری) را تحت مجوز آپاچی منتشر می‌کند.[۱۲]
- در اکتبر ۲۰۲۰، OnlyOffice مطابقت با HIPAA را اعلام کرد.[۱۳]
- در سپتامبر ۲۰۲۱، OnlyOffice پشتیبانی از WOPI را اضافه می‌کند.[۱۴]
- در اکتبر ۲۰۲۱، OnlyOffice جایزه طلایی Cloud Computer Insider را دریافت کرد.[۱۵]